# خوان أرياس
خوان أرياس (بالإسبانية: Juan Arias Martínez)‏ صحفي وعالم لغوى وكاتب إسباني، وُلد في أربولياس، المرية عام 1932. درس عن علم اللاهوت، الفلسفة، علم النفس واللغات السامية في جامعة روما. حصل على الصليب الرسمي من هيئة الاستحقاق المدنية لجمعه بين عمله كصحفى وكاتب. وفي عام 1985 حصل على جائزة كاستيليوني دي سيسيليا لأفضل مراسل أجنبي. ومن أشهر مؤلفاته تأتي الأله الذي لا أؤمن به والمسيح، هذا المجهول العظيم.

## السيرة الذاتية
كان الكاهن السابق للمبشرين من القلب المقدس، الأمر الذي جعله الأمين العام في روما. وحضر دراسات جامعية عن علم اللاهوت، الفلسفة، علم النفس واللغات السامية في جامعة روما.
بعد طلب التنازل من بولس السادس لمغادرة الكهنوت، تزوج في سن العشرين عاما من عالميته. واصل بنشاط كبير عمله ككاتب في الموضوعات الدينية وأيضا كممثل للصحافه في الفاتيكان. كان مراسل الدولة في روما والفاتيكان لمده 14 عاما، حيث كان يغطى الاحداث بما في ذلك المجمع الفاتيكاني الثاني. رافق البابا خوان بابلو الثانى في جميع انحاء العالم وقام بكتابه وقائع من اسفاره. حاليا، ومنذ سنوات، هو مراسل في البرازيل. قد شُغل أيضا بالعلاقات اليومية بالجامعات الاسبانيه وتولى مهام امين المظالم. كان أيضا ممثلا عن بابليا، كملحق ثقافى للجريده.
كان عضو في اللجنة العلمية التابعة للمعهد الاوروبى للتصميم. حصل على الصليب الرسمي من هيئة الاستحقاق المدنة لجمعه بين عمله كصحفى وكاتب. في عام 1985 مُنح جائزة كاستيليوني دي سيسيليا، هي جائزة يمنحها مجلس مدينة صقلية التي تحظى باحترام كبير في إيطاليا) لأفضل مراسل أجنبي وأخرى عن الثقافة من الحكومة الإيطالية.
ومما يبرز في مجال عمله باعتباره عالم لغوى، اكتشافه للمخطوطة الوحيدة المكتوبه باللهجة الآرمية في مكتبة الفاتيكان التي يفترض أنها تتحدث عن يسوع وكان جارى البحث عنها لعده قرون.

## أعماله

غلاف كتاب الكعكات المدنسة الخاصة بأمي.

خوان أرياس هو مؤلف للعديد من الكتب التي تُرجمت للغات مختلفة:
- الأله الذي لا أؤمن به".
- المسيح، هذا المجهول العظيم.
- مريم، هذه المجهولة العظيمة.
- «الكعكات المدنسة الخاصة بأمي».[3]
- أله البابا فويتيلا.
- أله لعام 2000.
- باولو كويلو: حجيج كومبوستيلا.
- ليلى وأسرارها.
- ماغدالينا (دار نشر أغيلار، عام 2005).
- السعادة غير المرئية.. الروحانية باعتبارها وسيلة للوصول إليها.
- مشروع أمل (دار نشر أغيلار، عام 2008)